# Bukit Beruang (Telisai)
Bukit Beruang (malaiisch Kampung Bukit Beruang) ist ein Ort im Mukim Telisai im Daerah Tutong in Brunei. Er hat 6.157 Einwohner (Stand: Zensus 2016). Bukit Beruang ist geprägt durch große staatliche Wohnkomplexe (public housing estate) des National Housing Scheme (malaiisch Rancangan Perumahan Negara Bukit Beruang).

## Name
Das Rancangan Perumahan Negara Bukit Beruang wird oft kurz als Perpindahan Bukit Beruang bezeichnet.

## Verwaltung
Bukit Beruang ist ein Kampung, ein „Dorf“ in Brunei und damit eine Verwaltungseinheit der dritten und niedrigsten Rangstufe. Die Gemeinschaft untersteht einem ketua kampung (Ortsvorsteher). Der Amtsinhaber ist Ahmad bin Aman.
Normalerweise wird den Kampung jeweils ein Postcode zugeordnet. Bukit Beruang ist jedoch in zwei Postcode-Areas aufgeteilt (TC3145 für die alte Siedlung Bukit Beruang, Jalan Bukit Beruang; und TC3345 für die staatlichen Wohnkomplexe).

## Bildung
In Bukit Beruang ist der Sitz des Tutong Sixth Form Centre, des einzigen Sixth Form College im Distrikt. Außerdem befindet sich dort auch die Sayyidina 'Othman Secondary School.
Grundschulen gibt es zwei: Pengiran Kesuma Negara Bukit Beruang Primary School und Perpindahan Kampong Bukit Beruang II Primary School. Auf dem Gelände dieser Schulen befindet sich auch die islamische Schule, welche die Ugama (islamische religiöse Bildung) bereitstellt.

## Infrastruktur

### Housing
Die meisten Gebäude im Ort sind durch das staatliche Wohnbauprogramm (National Housing Scheme, Rancangan Perumahan Negara, RPN) entstanden. Auf einer Fläche von 49 ha entstanden bis 2018 530 Einfamilienhäuser, 1.368 Reihenhaus-Einheiten und 368 „cluster houses“ mit jeweils 4-Wohneinheiten. Ein ähnliches Bauprohjekt entsteht im selben Distrikt im Telisai Landless Indigenous Citizens' Housing Scheme.

### Kultur und Gemeinschaft
Dewan Kemasyarakatan Bukit Beruang ist eine Mehrzweckanlage, die für kommunale und gesellschaftliche Veranstaltungen in Bukit Beruang und darüber hinaus im Subdistrikt Telisai genutzt wird.
Rancangan Perumahan Negara Bukit Beruang Mosque ist die Moschee. Und es gibt eine Feuerwehr, die erst im Jahr 2014 gegründet wurde und eine von nur drei Feuerwehrstationen im Distrikt ist (zusammen mit der Feuerwehr von Pekan Tutong und Kampong Lamunin).